# 伊利诺伊河
伊利诺伊河（英語：Illinois River）是密西西比河的一条主要支流,，长约273英里（439），位于伊利诺伊州，其流域面积为28,070平方英里（72,701平方），覆盖了伊利诺伊州中部，并延伸至威斯康辛州和印第安纳州境内。对于美国原住民和早期法国商人而言，这条河是重要的连接五大湖地区和密西西比河的水道。